# Halina Kiepska
Halina Kiepska – postać fikcyjna, bohaterka komediowego polskiego serialu telewizyjnego Świat według Kiepskich. W jej rolę wcielała się Marzena Kipiel-Sztuka.

## Charakterystyka postaci
Halina Kiepska pracowała w szpitalu, najpierw jako salowa, a później jako pielęgniarka. To ona utrzymywała całą rodzinę, ciężko pracując.
Często zmuszała męża, by znalazł sobie pracę poprzez pójście do pośredniaka. Ilekroć Ferdynand odmawiał, groziła mu rozwodem. Przyjaźniła się z Heleną Paździoch.